# 奥平貞治
奥平 貞治（おくだいら さだはる、生年不詳 － 慶長5年9月15日（1600年10月21日））は、戦国時代から安土桃山時代にかけての武将。奥平貞勝（道文入道）の子。奥平貞能の弟（異母弟と考えられる）。幼名、清三郎。通称、藤兵衛。

## 概要
奥三河の作手亀山城を本拠に持つ有力国人奥平貞勝の子として生まれた。
当時の奥平氏は今川氏や松平氏（徳川氏）など、従属先を次々と変えていく事で命脈を保っていた。元亀2年（1571年）以降は甲斐武田氏に所属し、武田軍の一員として三河国や遠江国を転戦する。貞治もこの時期、三方ヶ原の戦いに従軍している。
天正元年（1573年）8月21日、奥平家当主で兄の奥平貞能は、武田信玄の跡を継いだ武田勝頼から離反し、徳川家康への再属を決断する。貞治もこれを支持、武田への従属を主張する老父・貞勝や次兄・常勝と袂を分かち、一族郎党の大半を率いての亀山城出奔に随従した。この頃、長篠城を奪回した家康によって長篠城を託された奥平氏は、長篠守備隊と家康直属の貞能部隊に分割された。貞治は長篠守備隊に配属され、対武田との最前線で戦う貞能の嫡子・奥平信昌を助力する。
天正3年（1575年）5月の長篠の戦いで奥平氏は、僅か500の将兵で勝頼率いる武田軍に対し善戦する。織田信長、徳川家康の両将が救援に駆けつけるまで持ちこたえた。戦勝に際し、信昌は信長から絶賛されたという。
天正14年（1586年）、豊臣秀吉に対面する家康の御供を務める信昌に付随した際に、秀吉から家臣として所望された。そのため貞治は、秀吉の黄母衣衆（5000石）になった。
慶長5年（1600年）6月、関ヶ原の戦いの呼び水となった会津征伐へも同行する。この際、家康によって結城秀康に付けられる。

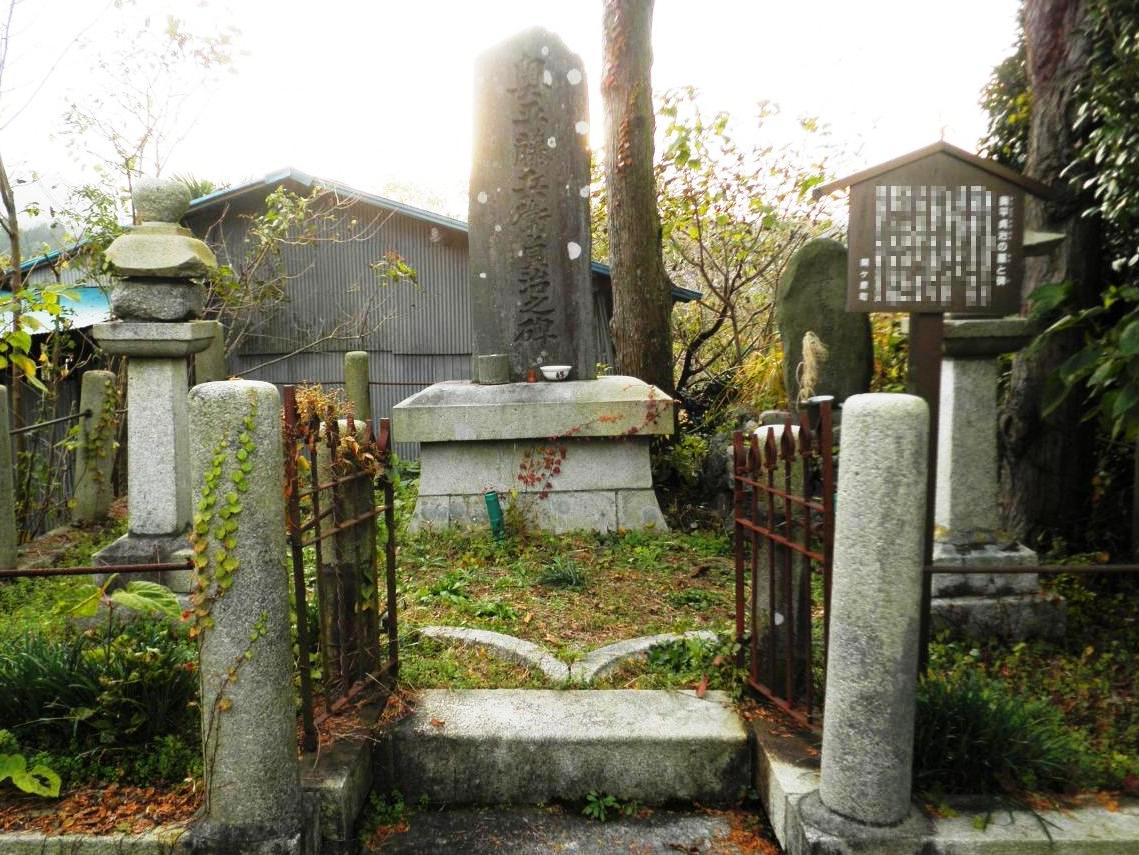
奥平貞治の墓と碑（岐阜県不破郡関ケ原町）

関ヶ原本戦では、戦前東軍への内応を約束していた小早川秀秋の軍監に付けられた。決戦当日、貞治は松尾山で去就に迷った秀秋を督促するが、秀秋は戦局を傍観するだけで兵を動かそうとしなかった。これに業を煮やした家康が、小早川隊の陣取る松尾山へ鉄砲を放たせた事によって、秀秋も最終的に東軍への加担を決意する。この際、小早川隊の先鋒を務めた松野主馬が主君の裏切り行為に納得できず戦線を離脱したため、貞治は指揮官の居なくなった松野隊を代わりに率いて松尾山を駆け下り、西軍大谷吉継の右翼を強襲した。ところが、数で勝るはずの小早川隊は頑強な抵抗を示す大谷隊に苦戦、軍監である貞治も鮮血を浴びながら白刃を振るって小早川隊を鼓舞し続けた。最終的に大谷隊の撃破に成功し、東軍を勝利に導いた小早川隊であったが、貞治は戦闘中に致命傷を負ってしまう。戦後、関ヶ原の戦いにおける貞治の活躍を高く評価した家康であったが、既に貞治は死去していた。
なお、関ヶ原合戦時の経歴には異説もあり、貞治は他の小領主と共に福島正則の相備となり本戦に参加。宇喜多秀家との交戦で相備衆として騎乗突撃するも、貞治は下馬するタイミングを誤り討ち死にしたとされる。
貞治には子が居なかったため、家康はその生母へ供養料300石を年々給することで貞治の勲功に報いたという。